# Ефанда
Ефа́нда Урманская — легендарная древнерусская княгиня, жена новгородского князя Рюрика, известная только из так называемых татищевских известий.

## Биография
Ефанда известна из так называемых татищевских известий — сведений, приводимых В. Н. Татищевым, возможно, из неких неизвестных источников и отсутствующих в известных летописях. В числе прочих сведений Татищев упоминает и Ефанду, ссылаясь при этом на Иоакимовскую летопись, спорный источник, известный только по выдержкам из него, сделанным самим Татищевым (таким образом, сведения из Иоакимовской летописи также принадлежат к числу татищевских известий). Больше о Ефанде почти ничего не известно.
Татищев, ссылаясь на Иоакимовскую летопись и, возможно, используя какие-то поздние несохранившиеся источники, рассказывает о женитьбе Рюрика на Ефанде, дочери новгородского посадника Гостомысла, инициатора приглашения Рюрика.

## Историография
Татищев считал её сестрой Олега Вещего.
По мнению Е. А. Мельниковой, неизвестные источники, использованные Татищевым, включают позднюю переработку летописного текста. Целью этой переработки было обоснование права иноэтничной правящей династии на власть, для чего подходила легенда о браке Рюрика с Ефандой, дочерью новгородского посадника Гостомысла.